# Durcet
Durcet audioⓘ ist eine französische Gemeinde mit 289 Einwohnern (Stand 1. Januar 2022) im Département Orne in der Region Normandie.

## Geografie
Durcet liegt zehn Kilometer südöstlich von Flers. Die Gemeinde wird von der Gine, einem Nebenfluss der Rouvre, durchflossen. Das Dorf liegt auf einem Hügel.

## Etymologie
Der Name leitet sich von dem steinigen Untergrund ab.

## Kultur und Sehenswürdigkeiten
In der Krypta der im 20. Jahrhundert wieder aufgebauten Kirche befinden sich die Überreste der Markgräfin von Motteville (Département Seine-Maritime) und der Familie Anzeray. Die Existenz des Schlosses ist seit dem Mittelalter belegt. Heute ist es ein rotes Backsteingebäude, das von einem kleinen Park umgeben wird.
Jeden letzten Samstag im September findet das Saint-Côme-Fest statt. Dort präsentiert man seine Tiere und kostet die lokale Spezialität: Die „kleine Gans“. Jährlich findet auch der Printemps de Durcet statt, ein Fest der Dichter und Sänger.

## Wirtschaft und Infrastruktur
Neben einer erhaltenen Landwirtschaft gibt es in Durcet die Kunsttischlerei als wichtigen Wirtschaftszweig. Durcet hat einen Fußballplatz und einen Mehrzweckraum, in dem unter anderem Tischtennis gespielt werden kann.

## Bevölkerungsentwicklung
| Jahr      | 1962 | 1968 | 1975 | 1982 | 1990 | 1999 | 2008 |
| Einwohner | 266  | 262  | 214  | 191  | 227  | 198  | 248  |